# Кучин Іван Леонідович
Іван Леонідович Кучин (нар. 13 березня 1959, Петровськ-Забайкальський) — російський естрадний композитор тюремної тематики, співак, аранжувальник, поет.

## Біографія
Народився 13 березня 1959 року в місті Петровськ-Забайкальський в родині робітників. Мама Ніна працювала на залізниці, тато Леонід — водієм. Під час навчання в школі не цікавився музикою. По закінченні школи, за бажанням матері вступив до педагогічного університету міста Улан-Уде. Зрозумівши, що робота вчителем малювання не для нього, кидає навчання і йде до армії.
Повернувшись з армії, за крадіжку музичної апаратури з будинку культури попадає до в'язниці. Період часу з 1980 по 1993 рік сам композитор намагається не згадувати. Відомо лише, що в 1987 році, записавши на плівку свої перші пісні, Кучин вкотре попадає до в'язниці. А плівки з альбомом, що були конфісковані при арешті, почали вірусно розповсюджувати самі працівники міліції. Загалом за гратами Іван Кучин провів близько дванадцяти років. Після звільнення, в 1993 році Іван Кучин записує два диска «Новинки лагерной музики» та «Пройдут года». Про період життя за гратами автор розповідає в альбомі «Возвращение домой».
1994 року вперше вийшов на естрадну сцену, і головним хітом стала пісня «Человек в телогрейке».
1995 року переїхав жити в Москву. Жив в підвалах та на горищах, в той же час даючи концерти і маючи шалений успіх.
1997 року купив житло в Москві, а його новий альбом «Доля воровская» розійшовся мільйонними тиражами.
1999 року записав дружині музичний сольний альбом «Сломалась веточка».
Проживає під Москвою, має власну звукозаписуючу студію, продюсує його молодша сестра Олена.

## Дискографія
- «Возвращение домой»
- «Летят года»
- «Из лагерной лирики»
- «Хрустальная ваза»
- «Судьба воровская»
- «Крестовая печать»
- «Царь-батюшка»
- «У дороги рябина»
- «Жестокий романс»
- «Небесные цветы»
- «Сиротская доля»
- «Военный альбом»